# Autostrada A7 (Szwajcaria)
Autostrada A7 – autostrada prowadząca przez Szwajcarię. Arteria stanowi ważny szlak drogowy tego kraju. Autostrada zaczyna swoją trasę w okolicach Winterthur, krzyżując się z autostradą A1, następnie biegnie w stronę granicy szwajcarsko-niemieckiej. Przed zbudowaniem odcinka z Grüneck do Kreuzlingen, ślad autostrady był poprowadzony poprzez węzeł Müllheim w stronę Eschikofen. Obecnie ten odcinek jest oznakowany jako łącznik T14. Za Grüneck autostrada w zasadzie pozbawiona jest Miejsc Obsługi Podróżnych, parkingów czy węzłów z innymi drogami, aż do Kreuzlingen.
Rzadko spotykane połączenie autostrady z główną drogą w postaci ronda w Kreuzlingen wyznacza koniec płatnego odcinka autostrady. Na północ od ronda, przejście graniczne jest ostatecznym końcem A7.
Niemal na całej długości autostrady A7 obowiązuje ograniczenie prędkości do 120 km/h.

## Opłaty
Przejazd trasą jest płatny – w Szwajcarii obowiązują winiety.
Wyłączony z opłat jest jedynie krótki odcinek granica CH-D – węzeł Kreuzlingen-Nord.